# 法耶-罗奈
法耶-罗奈（法語：Fayet-Ronaye，法語發音：[fajɛ ʁɔnɛ]）是法国多姆山省的一个市镇，属于昂贝尔区。该市镇总面积20.25平方公里，2009年时的人口为100人。

## 地名
该地名“法耶-罗奈”表示被杜隆河谷（vallée du Doulon）隔开的两个独立的教区：法耶（Fayet）和罗奈（Ronaye）。

## 人口
法耶-罗奈人口变化图示